# Oh Joo-han
Oh Joo-han ou Wilson Loyanae Erupe (né le 20 novembre 1988 à Lodwar) est un athlète kényan devenu sud-coréen, spécialiste du marathon.

Il détient un record de 2 h 5 min 13 s et a remporté des marathons à Mombasa, à Gyeongju et à Séoul (ce dernier à 4 reprises). Il représente la Corée du Sud depuis 2018.